# 胡太初
胡太初（?—?），台州临海人。
其父胡余潜是嘉定四年（1211年）进士，终官广西藤州（今广西藤县）知州。太初為嘉熙二年（1238年）周坦榜进士。淳祐四年（1244年）八月，擔任建康府（今江苏南京）教授；淳祐六年十月任满。淳祐十一年正月，以国子博士兼景献府教授除秘书郎。淳祐十二年正月，出京知全州。是年，改知处州（今浙江丽水市西）。景定元年（1260年）八月，召为工部郎中。景定二年（1261年），擔任判军器监。景定三年（1262年），真除馆职直秘阁。咸淳元年（1265年）闰五月，擔任两浙运判兼权知临安府。